# Férfi szinkron műugrás a 2020. évi nyári olimpiai játékokon
A 2020. évi nyári olimpiai játékokon a műugrás férfi szinkron 3 méteres versenyszámát  július 28-án rendezték meg a Tokyo Aquatics Centreben.
A férfi szinkronműugrásban a kínai Vang Cung-jüan (Wang Zongyuan), Hszie Sze-ji (Xie Siyi) páros diadalmaskodott. A második helyen az amerikaiak kettőse, Andrew Capobianco és Michael Hixon végzett, míg a bronzérmet a német Patrick Hausding, Lars Rüdiger duó szerezte meg.

## Versenynaptár
Az időpont(ok) helyi idő szerint (UTC +09:00), zárójelben magyar idő szerint olvasható(ak).
| Dátum                    | Időpont       | Forduló |
| ------------------------ | ------------- | ------- |
| 2021. július 28., szerda | 15:00 (07:00) | Döntő   |

## Eredmény
| #  | Nemzet                                       | Név                                                    | Ugrások | Ugrások | Ugrások | Ugrások | Ugrások | Ugrások | Össz. pontszám |
| #  | Nemzet                                       | Név                                                    | 1       | 2       | 3       | 4       | 5       | 6       | Össz. pontszám |
| -- | -------------------------------------------- | ------------------------------------------------------ | ------- | ------- | ------- | ------- | ------- | ------- | -------------- |
|    | Kína (CHN)                                   | Vang Cung-jüan (Wang Zongyuan) Hszie Sze-ji (Xie Siyi) | 55,80   | 57,60   | 86,70   | 90,78   | 77,76   | 99,18   | 467,82         |
|    | Egyesült Államok (USA)                       | Andrew Capobianco Michael Hixon                        | 49,20   | 49,80   | 83,64   | 86,10   | 86,70   | 88,92   | 444,36         |
|    | Németország (GER)                            | Patrick Hausding Lars Rüdiger                          | 50,40   | 51,60   | 75,48   | 70,35   | 71,40   | 85,50   | 404,73         |
| 4. | Mexikó (MEX)                                 | Yahel Castillo Juan Celaya                             | 48,60   | 49,80   | 78,54   | 79,56   | 77,52   | 66,12   | 400,14         |
| 5. | Japán (JPN)                                  | Szakai Só Teraucsi Ken                                 | 51,60   | 51,60   | 74,70   | 69,30   | 71,40   | 75,33   | 393,93         |
| 6. | Olaszország (ITA)                            | Lorenzo Marsaglia Giovanni Tocci                       | 49,20   | 49,20   | 73,47   | 80,58   | 67,26   | 68,34   | 388,05         |
| 7. | Nagy-Britannia (GBR)                         | Jack Laugher Daniel Goodfellow                         | 47,40   | 51,00   | 63,24   | 67,20   | 62,70   | 91,26   | 382,80         |
| 8. | Az Orosz Olimpiai Bizottság versenyzői (ROC) | Jevgenyij Kuznyecov Nyikita Slejher                    | 51,00   | 51,60   | 74,46   | 82,62   | 71,40   | 0,00    | 331,08         |